# Ligustro
O ligustro (Ligustrum) é uma árvore originária da China, muito usada em arborização urbana em São Paulo e outras cidades no sul e sudeste do Brasil.
Outros nomes populares: alfeneiro, alfeneiro-da-china, alfeneiro-brilhante, alfeneiro-de-rua.
O primeiro ocidental a descrever esta espécie foi um missionário jesuíta português, João de Loureiro, na sua obra ‘Flora Cochinchinensis’, publicada em 1790.

## Características
Árvore perenifólia, que chega a 10 m de altura.

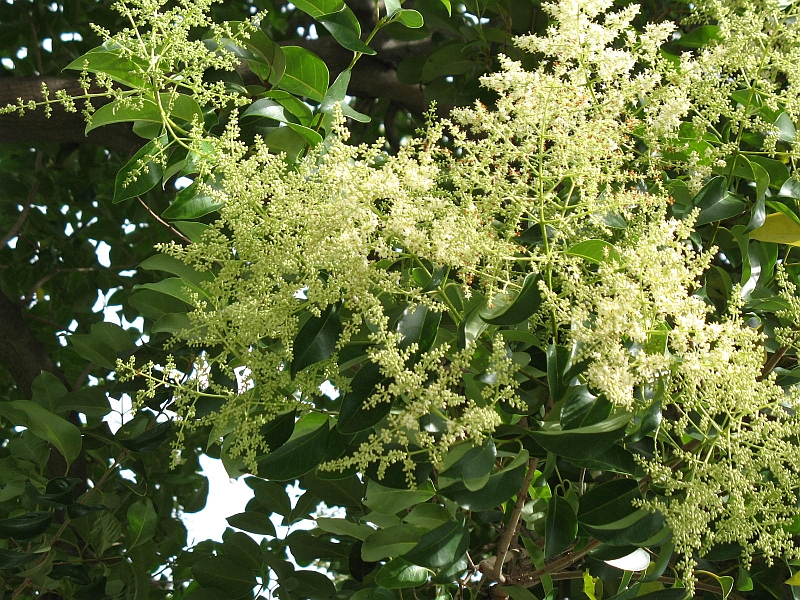
Copa de ligustro florido.

O tronco grosso, de casca escura e com fissuras irregulares, sustenta a copa densa, de forma arredondada.
As folhas simples, opostas, são ovaladas, com ápice alongado, verde-escuras, brilhantes, coriáceas, com 8–15 cm de comprimento.
A inflorescência em panícula cônica é densa, terminal, com flores brancas pequenas, e se forma de outubro a fevereiro.

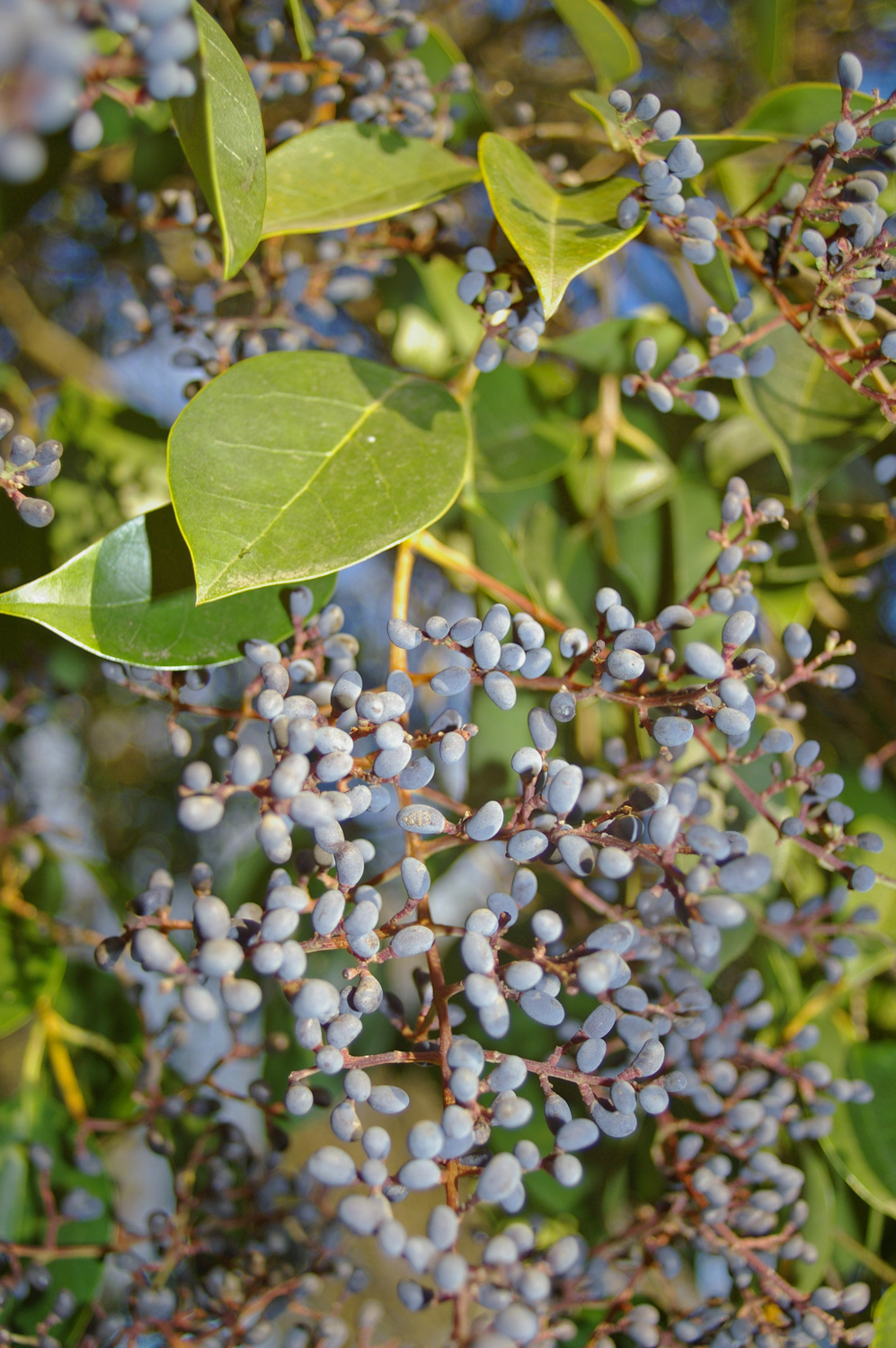
Frutos.

Os frutos são drupas em cachos, arredondados, roxo-pardos, com 1-2 sementes pequenas.
Existe a variedade variegata, cujas folhas apresentam manchas.
A reprodução se dá por sementes, e também por estaquia.

## Usos
É usado na arborização de parques ou áreas amplas, porque a árvore adulta tem tronco amplo e com travessas laterais que destrói calçadas e muros. É resistente a podas, rústica e cresce rápido. Também é muito apreciada por cultivadores de bonsai, por ser muito resistente e ter crescimento rápido.